# 大栅栏街道
大栅栏街道是北京市西城区南部的一个街道。1958年由西河沿、施家、博兴、李铁拐斜街4街道合并而成。
面积1.27平方千米，人口3.9万人（2006年末）。

## 范围
大栅栏街道辖区东至前门大街，毗邻东城区前门街道；西至南新华街，毗邻椿树街道；南至珠市口西大街，毗邻天桥街道；北至前门西大街，毗邻西长安街街道。

## 行政区划
现辖9个社区：
- 前门西河沿社区
- 延寿街社区
- 三井社区
- 大栅栏西街社区
- 石头社区
- 铁树斜街社区
- 百顺社区
- 大安澜营社区
- 煤市街东社区